# Henry E. Dixey
Henry E. Dixey (né Henry E. Dixon, 1859 - 1943) est un acteur de théâtre et du cinéma muet américain. Il est considéré « comme l'un des premiers sex-symbols masculins du théâtre ».

## Biographie
Henry E. Dixey naît Henry E. Dixon le 6 janvier 1859 à Boston, dans le Massachusetts aux États-Unis. Il fait ses débuts sur scène à Boston en 1868, en rejoignant les acteurs de variétés du Howard Athenaeum (en), où il joue en 1869 le personnage de Peanuts dans la pièce Under the Gaslight (en) d'Augustin Daly :  il a neuf ans. Dixey joue dans de nombreuses pièces et comédies musicales, dont son rôle le plus connu est celui du personnage principal de la populaire comédie musicale burlesque Adonis, qu'il joue de 1883 à 1885, se joignant occasionnellement à des tournées par la suite. Il se produit sur scène et dans quelques films jusqu'en 1926.
Outre le burlesque, des comédies et des opérettes, Henry E. Dixey a un numéro de magie sous le nom de « Dixey, the Magnificent » (en français : Dixey, le magnifique). Il se lance dans le cinéma muet en 1908, en jouant le rôle-titre de David Garrick dans Oliver Goldsmith (1900). Il apparaît également dans les films Chelsea 7750 (en) (1913) et Father and Son (1916).
Henry E. Dixey fait partie d'un groupe de gentlemen reçus par Robert Emmet Odlum (en), frère de Charlotte Odlum Smith (en), militante des droits de la femme, le matin du 19 mai 1885, jour où il a sauté du pont de Brooklyn et s'est tué. Henry E. Dixey a utilisé son chronomètre en or pour chronométrer le saut fatal d'Odlum à trois secondes et demie.
Henry E. Dixey se marie en 1909 avec l'actrice Marie Nordstrom, qui avait joué dans plusieurs pièces écrites par sa sœur Frances Nordstrom (en).
Henry E. Dixey meurt le 25 février 1943 à Atlantic City, dans le New Jersey, à la suite d'un accident de la route.

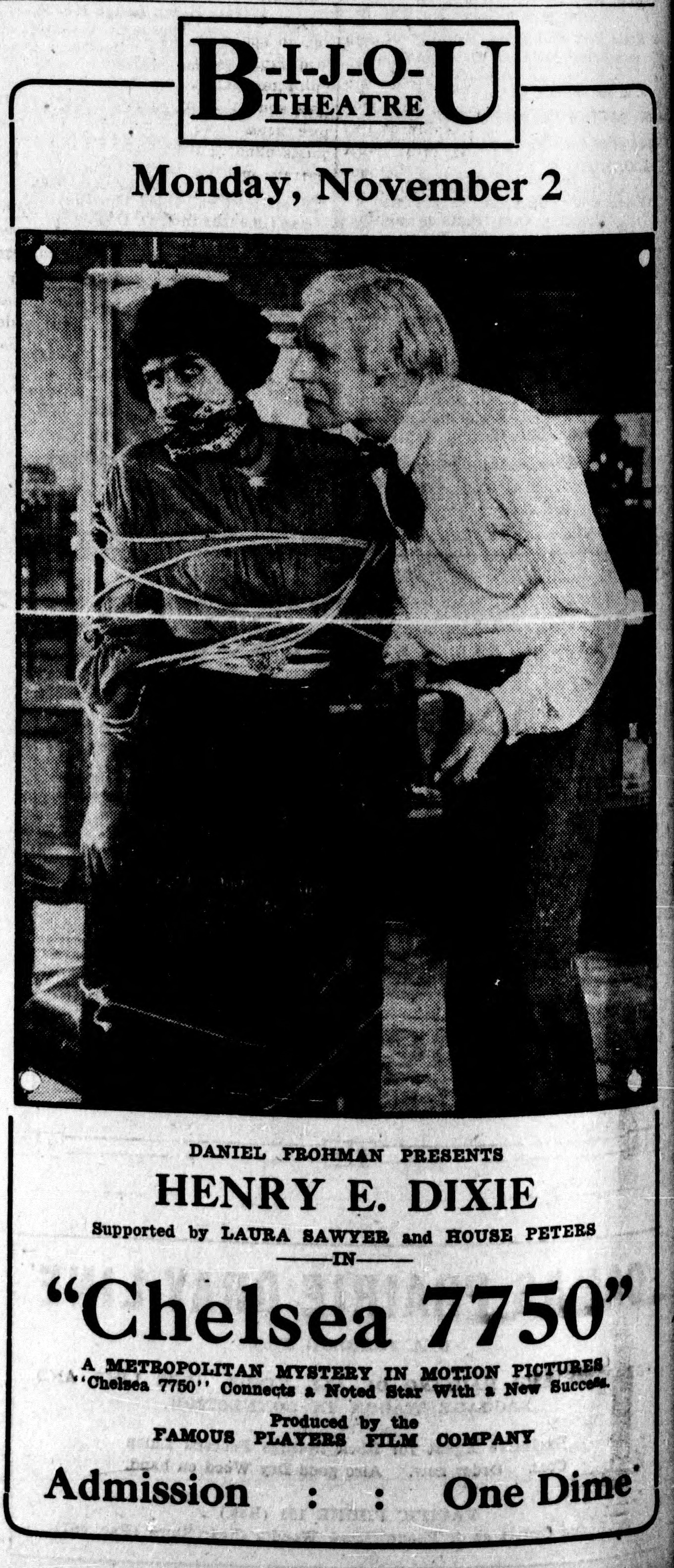
Affiche du film Chelsea 7750 (1913).